# Großalmosenier von Frankreich
Der Großalmosenier von Frankreich (französisch Grand Aumônier de France) war ein Beamter der französischen Monarchie in der Zeit der Ancien Régime. Das Amt gehörte zu den Großämter der Krone Frankreichs, die Aufgabe betraf die religiöse Seite des Hoflebens, die Chapelle.

## Geschichte
Der Titel wurde von König Franz I. geschaffen und war nicht Bestandteil der Großämter der Krone Frankreichs in der Deklaration Heinrichs III. aus dem Jahr 1582.
Der Großalmosenier spielte vor allem eine symbolische Rolle als wichtigster Kleriker bei Hofe. Oft von bischöflichem Rang, meist sogar Kardinal, verfügte er über wichtige Privilegien, wie zum Beispiel die Jurisdiktion über die Pariser Hospitäler; beim Tod eines Königs hatte er Anrecht auf das Silber der königlichen Kapelle. Das Amt wurde häufig von den großen Adelsfamilien besetzt, vor allem durch Mitglieder des Hauses Rohan. Der Großalmosenier wurde von einem Premier Aumônier unterstützt und vertreten.
Zu den Aufgaben des Großalmoseniers gehörte es, dem König die Kommunion zu spenden sowie die Taufen und Hochzeiten von Angehörigen der königlichen Familie zu feiern.

## Liste der Großalmoseniers von Frankreich
- Bernard de Ruthie († 1556), Abt von Pontlevoy, Großalmosenier von Frankreich (1552)
- Louis de Brezé († 1589), Bischof von Meaux, Großalmosenier von Frankreich (1559)
- Charles d'Humières († 1571), Bischof von Bayeux, Großalmosenier von Frankreich (1559)
- Jacques Amyot (1513–1593), Bischof von Auxerre, Großalmosenier von Frankreich (1560)
- Renaud de Beaune de Sambançay (1527–1606), Bischof von Mende, dann Erzbischof von Bourges, dann Erzbischof von Sens, Großalmosenier des Königs (1591)
- Jacques-Davy Duperron (1556–1618), Kardinal, Bischof von Évreux, dann Erzbischof von Sens, Großalmosenier des Königs (1606)
- François de La Rochefoucauld (1558–1645), Kardinal, Bischof von Senlis, Großalmosenier von Frankreich (1618)
- Alphonse Louis du Plessis de Richelieu († 1653), Kardinal, Erzbischof von Aix, dann Erzbischof von Lyon, Großalmosenier von Frankreich (1632) (Haus Le Plessis-Richelieu)
- Antonio Barberini (1607–1671), Kardinal, Erzbischof von Reims und Pair von Frankreich, Bischof von Palestrina, Herzog von Segny, Großalmosenier von Frankreich (1653)
- Emmanuel Théodose de La Tour de Bouillon (1643–1715), Kardinal, Bischof von Ostia, Großalmosenier von Frankreich (1671)
- Pierre du Cambout de Coislin (1637–1706), Kardinal, Bischof von Orléans, Großalmosenier von Frankreich (1700)
- Toussaint de Forbin de Janson (1631–1713), Bischof von Digne, dann Bischof von Marseille, dann Bischof von Beauvais und Pair von Frankreich, Kardinal, Großalmosenier von Frankreich (1706)
- Armand I. Gaston Maximilien de Rohan-Soubise (1674–1749), Kardinal, Fürstbischof von Straßburg, Großalmosenier von Frankreich (1713)
- Frédéric-Jérôme de la Rochefoucauld de Roye (1701–1757), Kardinal, Erzbischof von Bourges, Großalmosenier von Frankreich (1742)
- Armand II. François Auguste de Rohan-Soubise (1717–1756), Kardinal, Fürstbischof von Straßburg, Großalmosenier von Frankreich (1745)
- Nicolas de Saulx-Tavannes (1690–1759), Bischof von Châlons und Pair von Frankreich, dann Erzbischof von Rouen, Kardinal, Großalmosenier von Frankreich (1748)
- Charles-Antoine de la Roche-Aymon (1697–1777), Bischof von Tarbes, dann Erzbischof von Toulouse, dann Erzbischof von Narbonne, dann Kardinal, Erzbischof von Reims und Pair von Frankreich, Großalmosenier von Frankreich (1760)
- Louis René Édouard de Rohan-Guéméné (1734–1803), Fürstbischof von Straßburg, Großalmosenier von Frankreich (1777)
- Louis-Joseph de Montmorency-Laval (1724–1808), Kardinal, Fürstbischof von Metz, Großalmosenier von Frankreich (1786)

## Nachwirken im Ersten Kaiserreich
Während des Ersten Kaiserreichs übertrug Napoleon Bonaparte 1805 seinem Halbonkel Joseph Fesch, Erzbischof von Lyon und Kardinal, die Funktion des Großalmoseniers des Kaiserreiches (grand aumônier de l’Empire), die in der Tradition des im Ancien Régime existierenden Amtes des Großalmoseniers von Frankreich stand und dem Haushalt des Kaisers zugeordnet war. Es zählte daher nicht, wie immer wieder zu lesen ist, zur Gruppe der Großwürdenträger.